# Domezain
Pour les articles homonymes, voir Domezain.
Domezain est une ancienne commune française du département des Pyrénées-Atlantiques. Le 25 juin 1842, la commune fusionne avec Berraute pour former la nouvelle commune de Domezain-Berraute.

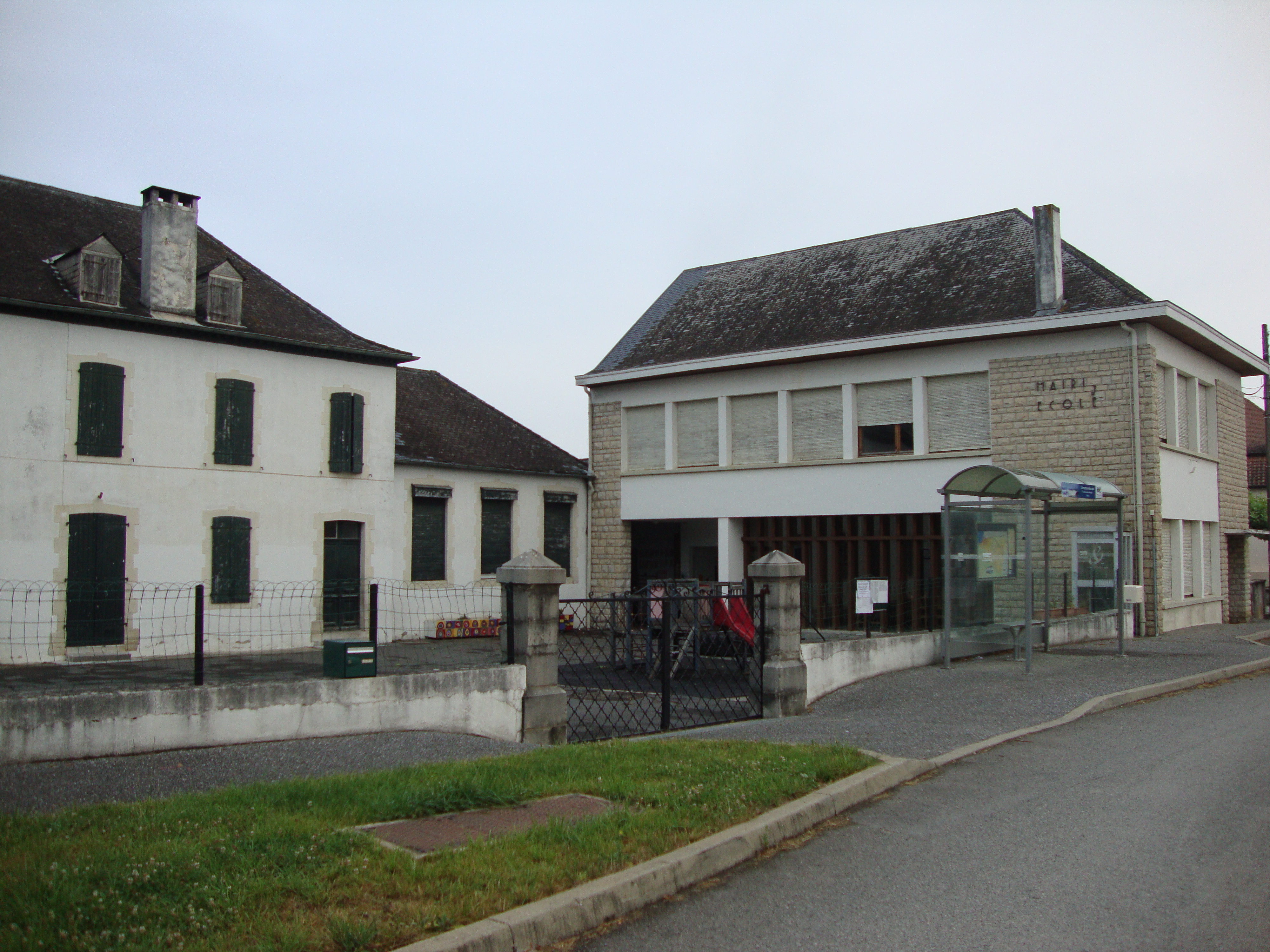
Domezain, mairie et école

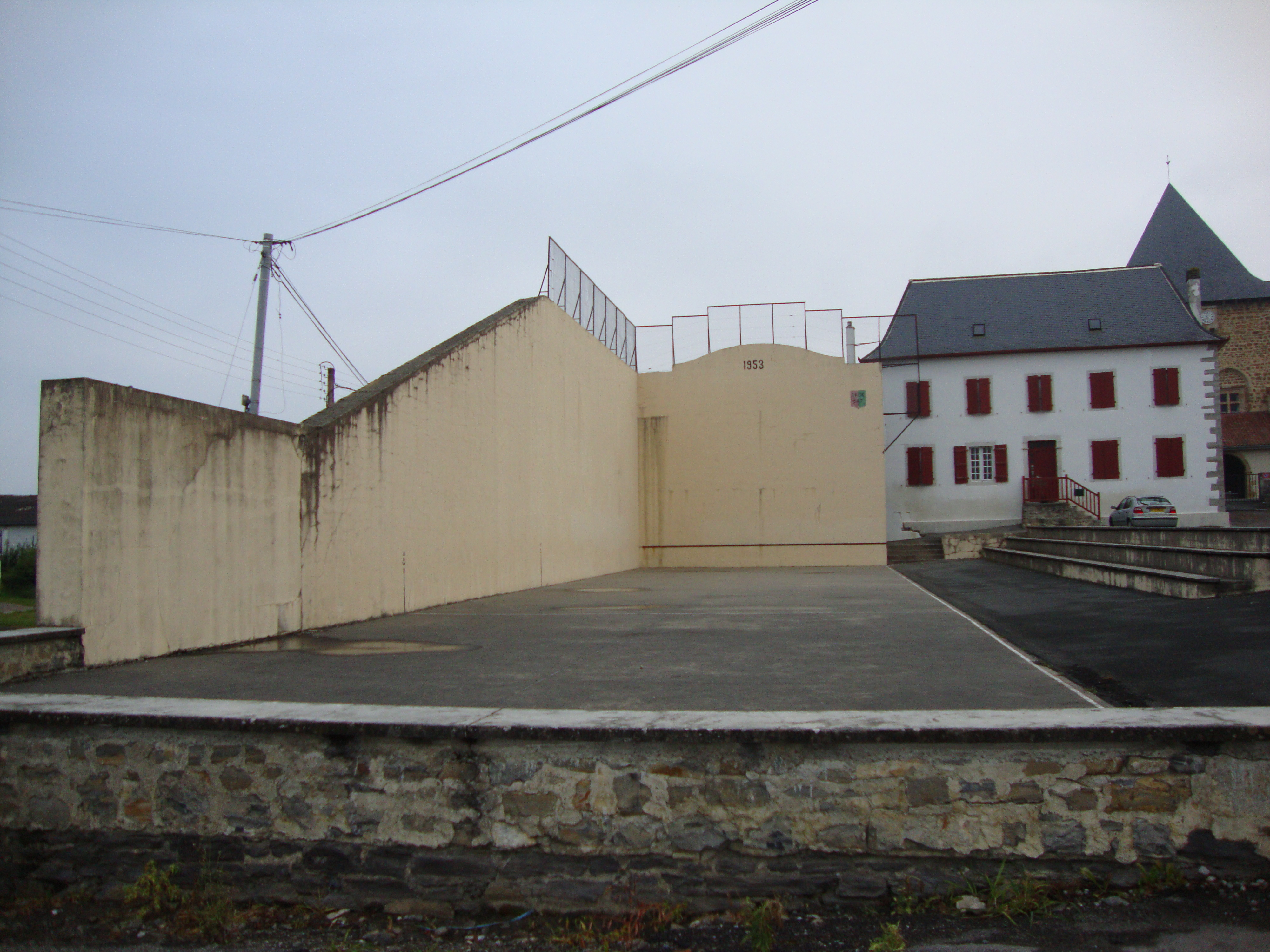
Fronton mur-à-gauche

## Géographie
Domezain fait partie de la province basque de Soule.

## Toponymie
Le toponyme Domezain apparaît sous les formes 
Domesan (1119), 
Domesang, Domezan, Domezayn et Domesaing (respectivement 1193, XIIIe siècle, 1384 et 1385, collection Duchesne volumes CX et CXIV), 
Domezain (1258), 
Domesahn (1439, notaires de Labastide-Villefranche), 
Domezay et Domazanh (respectivement vers 1460 et 1487, contrats d'Ohix), 
la degaerie de Domasanh (1520), 
Domeçayn (1621, Martin Biscay), 
Domesan (1650) et
Domesaing et Domezainh (1690).
Son nom basque est Domintxaine. 

## Histoire
Paul Raymond note que, jusqu'à sa suppression en 1860, la deguerie de Domezain dépendait de la messagerie de la Barhoue, et était l'un des sept vics de la Soule, comprenant Domezain-Berraute, Ithorots-Olhaïby, Lohitzun-Oyhercq et Osserain-Rivareyte.
En 1790, Domezain fut le chef-lieu d'un canton, dépendant du district de Mauléon et comprenant Aroue, Domezain, Berraute, Etcharry, Gestas, Ithorots, Olhaïby, Lohitzun, Oyhercq, Osserain, Rivareyte et Pagolle.

## Démographie
Le Journal de Pierre Casalivetery, notaire à Mauléon, dénombre pour les années 1460-1481 42,5 feux à Domezain, et 138 pour les années 1540-1548, signe d'une démographie en forte croissance.
| 1793 | 1800 | 1806 | 1821 | 1831 | 1836  |
| ---- | ---- | ---- | ---- | ---- | ----- |
| 863  | 818  | 895  | 920  | 989  | 1 004 |

## Culture locale et patrimoine

### Patrimoine religieux
|  |  |  |

## Pour approfondir
Deux écoles fonctionnent dans ce petit village.
La première publique proche de la mairie
La seconde privée hors contrat, 100 élèves sont scolarisés dans cet établissement. Primaire et Collège avec pension.
Aumônerie par la Fraternité Sacerdotale Saint-Pie X abbé ALDALUR, abbé PERON, abbé WAGNER.